# Niemetal
Niemetal est une municipalité allemande du land de Basse-Saxe et l'arrondissement de Göttingen.

## Quartiers
- Imbsen
- Varlosen